# بلوفی
بلوفی (به ایتالیایی: Blufi) یک کومونه در ایتالیا است که در استان پالرمو واقع شده‌است.

## خصوصیات
بلوفی ۲۰٫۵ کیلومترمربع مساحت و ۱٬۱۶۹ نفر جمعیت دارد.